# 乌斯季卡达市镇
乌斯季卡达市镇（俄语：Усть-Кадинское муниципальное образование）是俄罗斯联邦伊尔库茨克州奎屯区所属的一个市镇。其下辖有个居民点，行政中心为乌斯季卡达。据2016年统计，该市镇的人口为579人。